# Walter Schmerbach
Gustav August Wilhelm Schmerbach (* 22. April 1896 in Hamburg; † 22. August 1974 in Horn-Bad Meinberg), genannt „Gosch“, war ein deutscher Fußballspieler.

## Karriere
Schmerbach, der abseits des Fußballplatzes als Bankbeamter tätig war, spielte von 1912  bis 1926 – wechselweise – für zwei Vereine im Raum Hamburg als linker Verteidiger Fußball. Die Saison 1919/20 bestritt er noch für den SC Union von 1903 aus Altona in der vom Bezirk Hamburg-Altona ausgetragenen Meisterschaft.
Zum Hamburger SV gewechselt, gehörte er dem Verein von 1920 bis 1922 an und kam in der ersten Saison, als die Norddeutsche Meisterschaft in zwei Kreisligen ausgespielt wurde, in der Norddeutschen Liga/Nordkreis zum Einsatz. Mit dem Hamburger SV ging er ungeschlagen und mit acht Punkten Vorsprung vor Holstein Kiel als Sieger der Nordkreisliga hervor. Die beiden Finalspiele gegen Hannover 96, den Sieger der Südkreisliga, wurden beide mit dem Gesamtergebnis von 11:1 gewonnen. Der Erfolg berechtigte den Hamburger SV zur Teilnahme an der Endrunde um die Deutsche Meisterschaft; das am 22. Mai 1921 beim Duisburger SV ausgetragene Viertelfinale, in dem er seine Endrundenpremiere hatte, wurde mit 1:2 nach Verlängerung verloren.
Die Folgesaison spielte er im Alsterkreis der auf sechs „Kreise“ erweiterten Norddeutschen Liga. Am Saisonende belegte er mit seiner Mannschaft den dritten Platz, nahm mit dem Hamburger SV als Titelverteidiger dennoch an der Endrunde um die Norddeutsche Fußballmeisterschaft teil. Mit einem Punkt Vorsprung vor Holstein Kiel wurde der HSV Norddeutscher Meister. Durch den neuerlichen Erfolg war Schmerbach mit seinem Verein erneut in der Endrunde um die Deutsche Meisterschaft vertreten. Er bestritt drei Spiele, doch am Ende – nicht zuletzt aufgrund des Verzichts seines Vereins – blieb der Meistertitel vakant.

Die Victoria – Wanderpokal für den Deutschen Fußballmeister von 1903 bis 1944 – gewann der Hamburger SV erstmals 1923 und 1928 erneut.

Nachdem er das am 21. Mai 1922 mit 5:0 gegen den Stettiner FC Titania gewonnene Viertelfinale bestritten hatte, folgte das am 4. Juni mit 4:0 gegen den FC Wacker München gewonnene Halbfinale.
Das am 18. Juni im Deutschen Stadion von Berlin angesetzte Finale gegen den 1. FC Nürnberg endete nach 90 Minuten mit 2:2 und fand trotz Verlängerung keinen Sieger. Das sieben Wochen später am 6. August im VfB-Stadion in Leipzig angesetzte Wiederholungs-Finale, in dem Schmerbach nicht eingesetzt wurde, fand mit 1:1 nach Verlängerung ebenfalls keinen Sieger, da es von Schiedsrichter Peco Bauwens abgebrochen werden musste. Den Grund dafür schrieb die Regel vor, dass diese Maßnahme zu ergreifen ist, wenn einer Mannschaft nur noch sieben anstatt der vorgeschriebenen acht Spieler zur Verfügung stehen.
Mit dem Platzverweis von Heinrich Träg in der 100., dem Platzverweis von Willy Böß bereits in der 18. Minute und den verletzungsbedingten Ausfällen von Anton Kugler und Luitpold Popp auf Nürnberger Seite, war dies der Fall. Der zum Meister erklärte Hamburger SV verzichtete auf den Titel.
Die Hinrunde der Saison 1922/23 absolvierte Schmerbach erneut für den SC Union von 1903 im Elbekreis, den seine Mannschaft als Sieger abschloss. Während der Saison 1923/24 zum Rothenbaum zurückgekehrt, konnte er am 30. März 1924 bei Eintracht Braunschweig erstmals wieder eingesetzt werden, der HSV gewann 3:0. Bis Juni 1926 war er erneut für den Hamburger SV aktiv.
Als Sieger im Alsterkreis 1922/23, nunmehr in der Ligaklasse Groß-Hamburg, hervorgegangen, hatte die Mannschaft auch an der Endrunde um die Norddeutsche Meisterschaft teilgenommen. Über das erfolgreiche Qualifikationsspiel gegen Borussia Harburg, das erfolgreiche Viertelfinalspiel bei Eintracht Hannover und das Freilos im Halbfinale, zog der Hamburger SV in das Finale ein. Das am 29. April 1923 im Stadion Hoheluft gegen Holstein Kiel ausgetragene Finale wurde mit 2:0 gewonnen. In der sich anschließenden Endrunde um die Deutsche Meisterschaft 1922/23 gewann der Hamburger SV das am 10. Juni 1923 in Berlin ausgetragene Finale mit 3:0 gegen den SC Union Oberschöneweide.
Die Saison 1923/24 schloss der HSV mit zwei Titeln ab; zunächst gewann er erstmals die Meisterschaft im Bezirk Groß-Hamburg, anschließend und erneut die Norddeutsche Meisterschaft.
In der Folgesaison erreichte der Hamburger SV erneut das Finalspiel Groß-Hamburg, das diesmal mit 2:3 gegen den Sieger aus dem Elbekreis, Altona 93, verloren wurde. Als Zweiter und über die Qualifikation gegen den Stralsunder SV 07 – mit 14:0 äußerst erfolgreich – dennoch Teilnehmer an der Endrunde um die Norddeutsche Meisterschaft, wurde diese als Erster abgeschlossen.
Seine letzte Saison für den Hamburger SV schloss Schmerbach erneut als Kadermitglied mit dem Sieg im Finalspiel Groß-Hamburg ab; die Endrunde um die Norddeutsche Meisterschaft lediglich als Zweitplatzierter, mit einem Punkt Abstand zu Holstein Kiel. Selbst hatte „Gosch“ noch in einem Meisterschaftsspiel (4:1 beim SV St. Georg) mitgewirkt.

## Erfolge
- Norddeutscher Meister 1921, 1922, 1924, 1925
- Bezirksmeister Groß-Hamburg 1924, 1926